# Dienstgrade der Feuerwehr in Deutschland
Die Bezeichnung der einzelnen Dienstgrade bei den Feuerwehren in Deutschland kann von Bundesland zu Bundesland voneinander abweichen. Auch gibt es Unterschiede zwischen Freiwilligen Feuerwehren und Berufsfeuerwehren. Der Dienstgrad wird häufig durch ein besonderes Dienstgradabzeichen an der Uniform kenntlich gemacht.
Dienstgrade richten sich in der Regel nach dem jeweiligen Ausbildungsstand und dem entsprechenden Dienstalter. Sie können unmittelbar an Funktionen gebunden werden. Manche Bundesländer (z. B. Hessen, Nordrhein-Westfalen) unterscheiden allerdings zwischen Dienstgraden und Dienststellungen. Hier wird neben dem Dienstgradabzeichen ggf. ein spezielles Dienststellungsabzeichen getragen.
Die Dienstgrade gibt es jeweils in einer männlichen und einer weiblichen Form, Feuerwehrmann und Feuerwehrfrau bzw. Löschmeister und Löschmeisterin. Der Lesbarkeit halber wird nur die männliche Form aufgeführt, sofern die weibliche Form eindeutig erkennbar ist.
Feuerwehrmann (FM) ist auch ein Sammelbegriff für Angehörige der Feuerwehren, unabhängig von Dienstgrad und Geschlecht. An Stelle der Bezeichnung „Feuerwehrmann“ wird zutreffenderweise auch die Bezeichnung „Feuerwehrangehöriger“ (FA) verwendet – siehe dazu die Liste der Abkürzungen bei der Feuerwehr.

## Dienstgrade der Berufsfeuerwehren
Die Amtsbezeichnungen der Berufsfeuerwehr bestimmen sich nach landesrechtlichen Vorschriften.
Dem mittleren feuerwehrtechnischen Dienst, teilweise auch Laufbahngruppe 1, 2. Einstiegsamt genannt, sind in den Besoldungsgruppen A 7 bis A 9 die Amtsbezeichnungen Brandmeister, Oberbrandmeister und Hauptbrandmeister zugeordnet. Zusätzlich gibt es für besondere Dienstposten (Wachabteilungsführer/Lagedienstführer) noch die Möglichkeit des Qualifizierungsaufstiegs mit den Besoldungsgruppen A 10 und A 11.
Zur Erlangung des Dienstgrades „Brandmeister“ sind der erfolgreiche Abschluss der Grundausbildung der Berufsfeuerwehren (B1) und der Laufbahnausbildung (B2) notwendig. In einigen Bundesländern sind die Grund- und die Laufbahnausbildung in einem Lehrgang (B1) zusammengefasst. In diesem Fall wird die Grundausbildung mit der Laufbahnprüfung abgeschlossen.
Die Ausbildung ist länderspezifisch 12 bis 24 Monate lang und besteht aus einem feuerwehrtechnischen und einem rettungsdienstlichen Teil.
Zur Erlangung der höheren Dienstgrade in der Laufbahngruppe 1 kann je nach Bundesland der erfolgreiche Abschluss des B3-Lehrganges (Gruppenführer der Berufsfeuerwehren) notwendig sein.
Dem gehobenen Dienst, dem ersten Einstiegsamt der Laufbahngruppe 2, sind in den Besoldungsgruppen A 10 bis A 13 die Amtsbezeichnungen Brandoberinspektor, Brandamtmann, Brandamtsrat und Brandrat zugeordnet. Der Dienstgrad des Brandinspektors (A 9) fiel mit dem Dienstrechtsmodernisierungsgesetz im Jahr 2016 weg.
Die Laufbahnausbildung für den gehobenen feuerwehrtechnischen Dienst gliedert sich in verschiedene Abschnitte.
Zunächst erfolgt analog zur Ausbildung im mittleren feuerwehrtechnischen Dienst der Grundausbildungslehrgang Berufsfeuerwehr (B1). Hiernach folgt ein praktischer Abschnitt bei einer Berufsfeuerwehr, in dem das Aufgabengebiet eines Truppmanns bzw. Truppführers erlernt werden soll, gefolgt vom Führungslehrgang 1 (B3), durch welchen die Anwärter befähigt werden, eine Gruppe zu führen (Qualifikation: Gruppenführer). Dieser Lehrgang wird direkt folgend durch einen praktischen Abschnitt als Gruppenführer unter Aufsicht bei einer Berufsfeuerwehr ergänzt.
Im fünften Abschnitt der Laufbahnausbildung folgt der sogenannte B-IV-Lehrgang. Hier werden die Anwärter zu Zugführern ausgebildet. Je nach Bundesland werden in diesem Abschnitt auch die schriftlichen Prüfungen im Rahmen der Staatsprüfung für den gehobenen feuerwehrtechnischen Dienst geschrieben. Die Prüfungsfächer sind neben
- Einsatztaktik und -recht,
- Brand- und Löschlehre,
- Fahrzeug- und Gerätekunde, auch eine Klausur im
- Vorbeugenden Brandschutz sowie im
- Haushalts- und Kassenwesen sowie
- Rechts- und Verwaltungslehre.

Im sechsten Abschnitt wird man als Zugführer unter Aufsicht wiederum bei einer Berufsfeuerwehr eingesetzt. Die praktischen Prüfung, die am Ende des zweijährigen Vorbereitungsdienstes, abgelegt wird, besteht aus einer Planübung, bei der die Befähigung als Zugführer bzw. Zugführerin nachgewiesen werden muss.
Qualifizierungsaufstieg bis zur Besoldungsgruppe A 14 (Oberbrandrat/Brandoberrat) ist seitdem ohne B6-Lehrgang möglich.
Im höheren Dienst (Laufbahngruppe 2, 2. Einstiegsamt) schließlich gibt es in den Besoldungsgruppen A 13 bis A 16 die Amtsbezeichnungen Brandrat, Oberbrandrat (oder auch je nach Bundesland: Brandoberrat), Branddirektor und Leitender Branddirektor. In einigen Großstädten (etwa ab 400.000 Einwohnern) gibt es auch Spitzenämter in den Besoldungsgruppen B 2 bis B 5 mit den Bezeichnungen Direktor der Feuerwehr (z. B. NRW), Landesbranddirektor (z. B. Berlin, Niedersachsen), Oberbranddirektor (z. B. Hamburg, Bayern), Direktor der Branddirektion (Hessen) oder Stadtdirektor (z. B. Baden-Württemberg).
Welche Ämter in den einzelnen Laufbahnen zu durchlaufen sind, legen die Länder fest. So ist in einigen Ländern das Eingangsamt im gehobenen Dienst der Brandoberinspektor. In Baden-Württemberg ist das Eingangsamt mit abgeschlossenem Bachelor-Studium seit der Reform über die Anpassung von Dienst- und Versorgungsbezügen nicht mehr der Brandoberinspektor (A10), sondern der Brandamtmann (A11).
Die Amtsbezeichnungen im Vorbereitungsdienst (Ausbildung) entspricht im mittleren und gehobenen Dienst der Amtsbezeichnung des Eingangsamtes mit dem Zusatz „Anwärter“ (z. B. Brandmeister-Anwärter). In Baden-Württemberg lautet die Amtsbezeichnung seit dem Jahr 2022 im mittleren feuerwehrtechnischen Dienst Oberbrandmeisteranwärter (A8) und im gehobenen feuerwehrtechnischen Dienst Brandamtmannanwärter (A11). Im höheren Dienst lautet sie Brandreferendar.
Manche Bundesländer vergeben für die Beamten des höheren Dienstes entweder die Amtsbezeichnung „Brandrat z. A.“ oder „Brandassessor“.

## Geschichte
Mit der Bildung von Löschmannschaften in Form von Pflichtfeuerwehren wurden auch deren Rechten und Pflichten festgelegt. So hatte „jedes Mitglied des Rettungscorps beim Brande um den rechten Arm über dem Ellenbogen eine weiße Binde“ zu tragen. Diese Kennzeichnung war somit ein Vorläufer der späteren Darstellung von Dienstgraden bzw. der Dienststellungen. Beispielsweise erließ das Herzogtum Nassau im November 1826 eine solche Verordnung. Diese Pflichtfeuerwehren bestanden oft aus mehreren Abteilungen (Steiger-, Rettungs-, Spritzen-, Wasser- und Wachmannschaft). Mit den Armbinden war die Zugehörigkeit zur Rettungsmannschaft erkennbar.